# Owen Arthur
Owen Seymour Arthur PC (17 de outubro de 1949 – 27 de julho de 2020) foi um político barbadense que serviu como quinto primeiro-ministro de Barbados de 6 de setembro de 1994 a 15 de janeiro de 2008. Ele é o primeiro-ministro barbadense com mais tempo de serviço até hoje. Ele também atuou como Líder da Oposição de 1º de agosto de 1993 a 6 de setembro de 1994 e de 23 de outubro de 2010 a 21 de fevereiro de 2013. Suas políticas econômicas reduziram significativamente o desemprego e deram ao seu partido o controle quase total da Câmara da Assembleia de Barbados.
Arthur foi um firme defensor da integração regional e da cooperação entre os países do Caribe. Foi descrito pela CARICOM como o principal arquiteto do Mercado Único e da Economia do Caribe. Ele defendeu que o Tribunal de Justiça do Caribe fosse o tribunal de recurso final para os países do Caribe, defendeu a Universidade das Índias Ocidentais e a companhia aérea regional LIAT, e a projeção de resistência contra a violação da soberania por grandes nações.

## Vida pregressa e educação
Owen Arthur nasceu nas Ilhas Britânicas de Barlavento (atual Barbados) em 17 de outubro de 1949. Foi criado na paróquia de Saint Peter e estudou na All Saints Boys' School, na Coleridge and Parry Boys' School e no Harrison College. Obteve o título de bacharel em economia e história em 1971 na Universidade das Índias Ocidentais – Cave Hill, em Barbados, e o título de mestre em economia em 1974 na Universidade das Índias Ocidentais – Mona, na Jamaica. Após a graduação, ele se juntou à Agência Nacional de Planejamento da Jamaica como Planejador Econômico Assistente e mais tarde atuou como Diretor de Economia no Instituto de Bauxita da Jamaica entre 1979 e 1981. Em 1981, ele retornou a Barbados e trabalhou para o Ministério das Finanças e Planejamento de Barbados (1981–1983, 1985–1986) e também atuou como pesquisador no Instituto de Pesquisa Social e Econômica da UWI [agora Instituto Sir Arthur Lewis de Estudos Sociais e Econômicos (SALISES)] de 1983 a 1985.

## Carreira política

### Membro do Parlamento
A carreira política de Arthur começou com sua nomeação para o Senado de Barbados em 1983. No ano seguinte, venceu uma eleição suplementar para a Câmara da Assembleia pelo distrito eleitoral de Saint Peter. Em 1985 foi nomeado secretário parlamentar do Ministério das Finanças e Assuntos Econômicos, cargo que ocupou até 1986. Arthur serviu simultaneamente como professor de meio período em administração na UWI Cave Hill até ser escolhido para ser o líder do Partido Trabalhista de Barbados em 1993, tornando-se o líder parlamentar da oposição.

### Quinto Primeiro Ministro de Barbados (1994–2008)

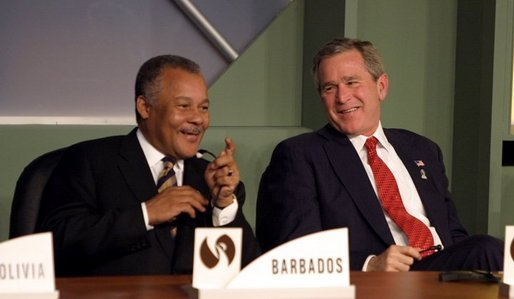
Arthur com o presidente dos EUA, George W. Bush, em 12 de janeiro de 2004.

Em setembro de 1994, o Partido Trabalhista venceu as eleições gerais, tornando Arthur primeiro-ministro. Ele também atuou como Ministro da Segurança Nacional, Ministro das Finanças e Ministro da Informação, e nomeou quatro ministras, incluindo todas as três deputadas do BLP. A mais nova das quatro, Mia Mottley, de 29 anos, acabou sucedendo-o como líder do partido em 2008 e foi eleita primeira-ministra em 2018.
Em 1995, Arthur planejou a formação de uma comissão parlamentar de reforma legislativa liderada por Henry Forde para aconselhar sobre a reforma constitucional e institucional do governo de Barbados, e Arthur também seria nomeado naquele ano Conselheiro Privado, o que lhe daria o título de "Muito Honorável". Como parte da agenda do governo de Arthur, ele dedicou grande parte de seu trabalho como Primeiro-Ministro para promover a integração regional do Caribe, inclusive liderando a criação do Mercado Único e Economia da CARICOM em 2001 com a assinatura do Tratado Revisto de Chaguaramas.
Arthur procurou que Barbados sediasse vários eventos da comunidade internacional, incluindo a Conferência Global da ONU sobre Pequenos Estados Insulares em Desenvolvimento (PEID), que levou ao Programa de Ação para o PEID, também conhecido como Programa de Ação de Barbados (BPOA), e serviu ainda como negociador principal na Parceria para a Prosperidade e Segurança no Caribe de 1997, também conhecida como "Declaração de Bridgetown", entre as nações das Índias Ocidentais e os Estados Unidos.
Depois de completar um primeiro mandato popular, o BLP conquistou um recorde de 26 das 28 cadeiras nas eleições gerais de 1999. Um plano nacional para embelezar os principais centros empresariais e comunitários, incluindo Bridgetown, Holetown, Oistins, Speightstown, Warrens e Wildey, foi elaborado e colocado em prática, juntamente com planos para liberalizar significativamente a economia de Barbados e expandir as indústrias culturais. Planos para acordos de dupla tributação para estimular os vínculos comerciais do setor financeiro internacional e para a modernização de aeroportos e portos também foram foco.
O BLP manteve uma maioria dominante ao vencer 23 dos 28 assentos nas eleições gerais de 2003, garantindo-lhe um terceiro mandato. Um ponto importante da plataforma de Arthur para as eleições de 2003 foi sua promessa de transformar o país em uma república parlamentar, substituindo a Rainha Elizabeth II por um presidente barbadense como Chefe de Estado. Arthur planejou realizar um referendo nacional sobre esta proposta em 2005. No entanto, este calendário foi adiado devido a outros desenvolvimentos urgentes, como a implementação do Mercado Único e da Economia da CARICOM e a condução de negociações complexas e difíceis do Acordo de Parceria Econômica entre o bloco de países do CARIFORUM e da União Europeia, juntamente com o Parlamento conjunto resultante. Mais perto de casa, Arthur demonstrou interesse genuíno em avançar com os planos para a organização regional da Copa do Mundo de Críquete de 2007. Em 18 de junho de 2007, Arthur fez um discurso na Biblioteca do Congresso dos EUA perante responsáveis americanos e da CARICOM, no qual delineou o seu plano para o CSME.
Em 25 de março de 2007, no bicentenário da abolição do tráfico de escravos no Império Britânico, o Parlamento aprovou uma resolução reconhecendo que a escravidão foi um crime contra a humanidade. Nesta ocasião, Arthur expressou apoio às reparações pela escravidão; ele sentiu que as trocas educacionais e as transferências de tecnologia seriam mais apropriadas do que pagamentos financeiros.

### Líder da Oposição
Na eleição geral realizada em 15 de janeiro de 2008, o Partido Trabalhista de Barbados foi derrotado pelo Partido Trabalhista Democrático, conquistando dez assentos contra 20 do DLP. O presidente do DLP, David Thompson, foi empossado como primeiro-ministro em 16 de janeiro, sucedendo a Arthur. Apesar da derrota do partido, Arthur foi reeleito para seu próprio assento pelo distrito eleitoral de St. Peter com 65% dos votos. Ele também afirmou que ainda poderia contribuir para a CARICOM. Em 19 de janeiro, Arthur deixou o cargo de líder do BLP, dizendo que uma transição imediata de liderança seria do melhor interesse do partido e da democracia barbadense; a ex-vice-primeira-ministra Mia Mottley foi eleita como a nova líder do partido, substituindo o ex- procurador-geral de Barbados Dale Marshall. Arthur disse que pretendia cumprir seu mandato parlamentar.
Em 2010, Arthur recebeu um voto de confiança de quatro de seus colegas parlamentares para retornar como líder do BLP depois que eles expressaram insatisfação com Mottley. Uma eleição para a liderança do Partido Trabalhista de Barbados foi realizada em 16 de outubro de 2010 e Arthur derrotou Mottley. Arthur foi empossado como novo líder da oposição de Barbados em 18 de outubro de 2010.
Nas eleições gerais de fevereiro de 2013, o BLP foi derrotado por uma pequena margem, obtendo 14 assentos contra 16 do DLP. Arthur foi reeleito para seu assento. Poucos dias após a eleição, em 26 de fevereiro de 2013, o grupo parlamentar do BLP realizou uma eleição de liderança e elegeu Mottley como Líder da Oposição, substituindo Arthur. Segundo o partido, Arthur não esteve presente nas eleições para “dar aos membros do grupo parlamentar a liberdade de escolher o futuro do Partido Trabalhista de Barbados”.
Em 25 de julho de 2014, Arthur apresentou sua renúncia ao Partido Trabalhista de Barbados, citando desentendimentos com Mottley, e serviu o resto de seu mandato como deputado independente. Ele não se candidatou às eleições gerais de Barbados em 2018, e o membro do BLP, Colin Jordan, foi eleito o novo deputado por Saint Peter. Depois de deixar a Assembleia Legislativa, Arthur se aposentou da política.

## Carreira posterior
Arthur foi nomeado professor de prática em Economia do Desenvolvimento na Universidade das Índias Ocidentais, Cave Hill, em 1º de novembro de 2018. Ele foi o terceiro professor de prática no campus Cave Hill da UWI. Em janeiro de 2020, Arthur foi nomeado presidente da companhia aérea regional LIAT para supervisionar sua recuperação financeira. Ele foi um firme defensor da LIAT durante seu mandato.
Arthur foi presidente do Grupo de Observadores da Commonwealth durante as eleições gerais da Guiana de 2020; ele confirmou que a eleição tinha sido organizada. Mais tarde, ele criticou a aliança APNU + AFC pelas suas tentativas de meses de atrasar a finalização dos resultados eleitorais.

## Morte
Arthur foi hospitalizado com complicações cardíacas em julho de 2020. Ele morreu no Hospital Queen Elizabeth em Bridgetown às 12h26 do dia 27 de julho. O falecido primeiro-ministro recebeu um funeral de Estado, durante o qual foi levado à Assembleia Legislativa de Barbados para ser velado de 12 – 13 de agosto. Seguiram-se homenagens de pares de toda a América e também da Secretária-Geral da Commonwealth, Baronesa Scotland de Asthal.

## Família
Owen Arthur foi casado com Beverly Arthur (née Batchelor) de 1978 a 2000) e com Julie Arthur, de 2006 até a sua morte em 2020. Tem duas filhas, Leah e Sabrina, e uma neta, Isabella.

## Condecorações e honrarias
Arthur foi agraciado com a Ordem José Martí de Cuba, das mãos de Fidel Castro, em 16 de junho de 1999. Em novembro de 2018, recebeu o título de Professor de Prática: Economia do Desenvolvimento pela Universidade das Índias Ocidentais, Campus Cave Hill.